# Galium montis-arerae
Galium montis-arerae là một loài thực vật có hoa trong họ Thiến thảo. Loài này được Merxm. & Ehrend. mô tả khoa học đầu tiên năm 1957.